# Kuchelmin
La fortaleza de Kuchelmin (en ucraniano y en ruso: Кучелмин) fue una antigua fortaleza rus del principado de Galitzia, se hallaba en un promontorio rocoso de la orilla derecha del Dniéster, al noroeste de Lomáchintsi y al este de Stará Úshytsia, en el actual raión de Dniéster del óblast de Chernivtsí de Ucrania.

## Historia
El curso del Dniéster constituía una importante ruta de transporte y una barrera natural que delimitaba la frontera entre dos mundos, los eslavos al norte y los pueblos esteparios del sur, primero los polovtsí y luego los tártaros. Los eslavos se organizaban en varios principados tras la desintegración del Rus de Kiev en 1132. En estas zonas fronterizas meridionales, el principado de Kiev, el de Terebovlia y más tarde los principados de Galicia y Galicia-Volinia.
El príncipe Yaroslav Osmomisl ante esta situación, mandó construir una serie de fortificaciones para protegerse de las incursiones a lo largo del río Prut (Jmeliv, Chern, Jotín, Kuchelmin, Bakota, Stará Úshytsia, Kalius). La construcción de Kuchelmin tenía el propósito añadido de advertir la aproximación de tropas enemigas desde el sur y el de controlar el tramo navegable del Dniéster. 
En 1159 el príncipe Iván Berladnik, primo del príncipe Yaroslav, con un ejército de seis mil polovtsi invadió la región desde el Bajo Danubio, pasando por Kuchelmin y Úshytsia, según la Crónica de Kiev. Se menciona la localidad en relación con las campañas de Mstislav el Valiente de 1196. En la Crónica de Galitzia y Volinia, aparece una anotación sobre el paso de Daniel de Galitzia por la localidad.
La fortaleza fue destruida probablemente por la invasión mongola.

## Yacimiento
La parte fortificada del asentamiento consta de dos zonas. El primero está fortificado con una poderosa muralla arqueada (1,5 m de altura) y un foso (2,5 m de profundidad, 10 m de ancho). A cien metros de esta línea de defensa hay una segunda muralla arqueada (de 1 m de altura) y un foso. Hay una entrada en medio del pozo. Detrás de la muralla exterior se encuentra un pueblo no fortificado que se extiende a lo largo de 2 km a lo largo de la orilla del Dniéster hasta la desembocadura del arroyo Kayuta.